# Стефан Абаджиев – Теко
Стефан Абаджиев – Теко е бивш български футболист, офанзивен полузащитник-дясно крило.

## Кариера
Играл е за Левски (София) (1953 – 1968) и Висбаден (Германия) (1969/пр.-1970). Има 254 мача и 38 гола в А група и 41 мача с 8 гола за купата на страната. През 1952 г. става шампион с юношите на Левски под ръководството на Любомир Петров-Боби. Трикратен шампион на България (1953, 1965, 1968) и четирикратен носител на Купата на Съветската армия (1956, 1957, 1959, 1967). Има 27 мача и 1 гол за А националния отбор (1954 – 1966) и 8 мача за Б националния отбор. Участва на СП-1966 в Англия, но не влиза в игра. През 1969 г. емигрира в Германия, като той е първият български политически емигрант от футболните среди. В Германия играе за Висбаден, във Втора Бундеслига. Завършва треньорска школа в Кьолн. Учи при Хенес Вайсвайлер и Хелмут Шьон. Треньор на Хомбург, Саарбрюкен, Нойкирхен и Валдхоф (Манхайм). За Левски има 7 мача и 1 гол в турнира за Купата на европейските шампиони.

## Семейство
От първата си съпруга примабалерината Искра Матеева има дъщеря Ирина, която преподава в танцово училище в Нюрнберг. От втората си половинка Бригите, която е преподавателка по английски и френски език, има син Том.
Занимава се с детския тим между 13 и 14 години на отбора на Саарбрюкен.

## Успехи
- А група:
  -  Шампион (3): 1953, 1964/65, 1967/68

- Купа на Съветската армия:
  -  Носител (4): 1956, 1957, 1959, 1967

- Участник на Световното първенство по футбол в Англия през 1966 година.

## Мачове и голове в„Левски“по сезони
| Година/сезон | Мачове | Голове | Купа (м/г) | Еврокупи (м/г) |
| ------------ | ------ | ------ | ---------- | -------------- |
| 1952         | 1      | 0      | –          | –              |
| 1953         | 17     | 5      | 5/2        | –              |
| 1954         | 26     | 6      | 2/0        | –              |
| 1955         | 17     | 4      | 1/0        | –              |
| 1956         | 16     | 3      | 2/0        | –              |
| 1957         | 21     | 2      | 4/0        | –              |
| 1958         | 11     | 2      | 3/2        | –              |
| 1958/59      | 19     | 3      | 5/0        | –              |
| 1959/60      | 19     | 2      | 1/1        | –              |
| 1960/61      | 20     | 3      | 3/2        | –              |
| 1961/62      | 4      | 1      | 1/0        | –              |
| 1962/63      | 27     | 1      | 7/1        | –              |
| 1963/64      | 27     | 1      | 5/1        | –              |
| 1964/65      | 10     | 1      | 2/0        | 4/1            |
| 1965/66      | 15     | 0      | 0/0        | –              |
| 1966/67      | 4      | 0      | 0/0        | –              |
| 1967/68      | 4      | 0      | 0/0        | –              |
| Общо         | 258    | 34     | 41/9       | 4/1            |

## Любопитни факти
- Стефан Абаджиев е единствения футболист, който има мачове в 17 сезона за „Левски“.
- Стефан Абаджиев е единствения футболист ставал шампион през 1953 и 1965 години. Той е единствения, който има две титли като играч с отбора през толкова много години.
- Стефан Абаджиев заедно със съименника си Стефан Аладжов е участвал в най-много шампионатни дербита с „ЦСКА“ – двамата имат по 24.